# Geheime Fliegerschule und Erprobungsstätte der Reichswehr

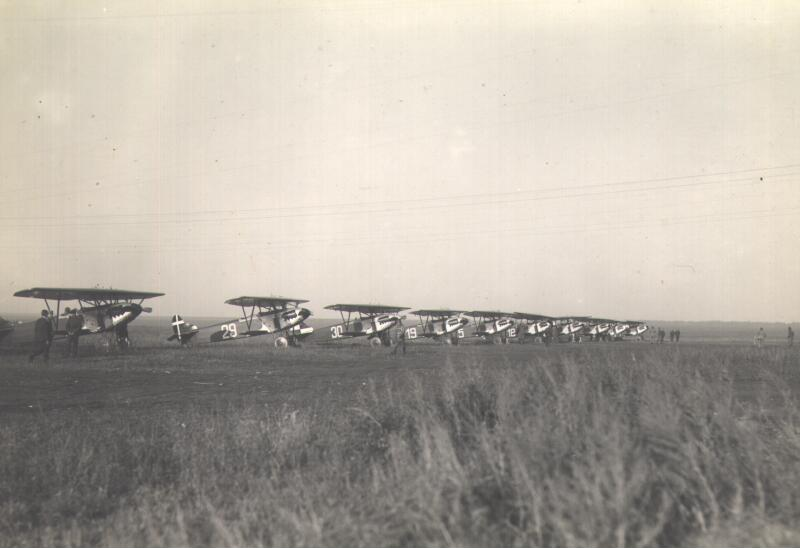
Fokker D.XIII in Lipezk

Die Geheime Fliegerschule und Erprobungsstätte der Reichswehr war eine in der Sowjetunion gelegene geheime Ausbildungsstätte der Reichswehr.
Am 15. April 1925 wurde zwischen Vertretern der deutschen Reichswehr und der Luftstreitkräfte der Roten Armee ein Vertrag unterzeichnet, der die Einrichtung einer deutschen Fliegerschule und Erprobungsstelle in der russischen Stadt Lipezk, etwa 400 km südöstlich von Moskau, regelte. Im innerbetrieblichen deutschen Schriftverkehr und Sprachgebrauch firmierte diese Einrichtung unter der Bezeichnung Schule Stahr nach dem Leiter Hauptmann a. D. Walter Stahr (1882–1948) bzw. unter der Abkürzung WIVUPAL (Wissenschaftliche Versuchs- und Personalausbildungsstation). Der Flugbetrieb begann im Juni 1925, die Flugausbildung aus organisatorischen Gründen erst Anfang 1926. Beide dauerten bis zur Auflösung der Fliegerschule im September 1933 an.

## Vorgeschichte
Nach der militärischen Niederlage des Deutschen Reiches im Ersten Weltkrieg war Deutschland gemäß den Bestimmungen des Versailler Vertrages der Besitz und der Aufbau von Luftstreitkräften verboten. Deutschland durfte laut Vertrag nur fünf Piloten je Jahr ausbilden. Dennoch war die Reichswehrführung nicht bereit, auf längere Dauer auf dieses militärische Instrument zu verzichten. Bestehende Bedenken bezüglich des vorsätzlichen Verstoßes gegen diese Rüstungsauflagen, die in Deutschland Gesetzescharakter hatten, wurden spätestens im Januar 1923 mit der belgisch-französischen Ruhrbesetzung fallengelassen. Die Heeresleitung bestellte daraufhin bei der niederländischen Firma Fokker 100 Flugzeuge, zur Hälfte die neu entwickelte Fokker D.XIII. Als die Auslieferung der Flugzeuge anstand, trat das Problem auf, sie in Deutschland unterzubringen. In dieser Situation bot sich die Sowjetunion als Partner an, die mit Deutschland bereits seit dem Vertrag von Rapallo vom 16. April 1922 u. a. eine militärische Zusammenarbeit vertraglich vereinbart hatte.
Im Juni 1924 richtete Oberst a. D. Hermann Thomsen eine Außenstelle des Truppenamtes unter der Bezeichnung Zentrale Moskau an der Deutschen Gesandtschaft ein. Gleichzeitig wirkten sieben deutsche Berater und Ingenieure (Gruppe Fiebig) bei der Roten Luftwaffe mit. Am 15. April 1925 wurde schließlich die Einrichtung einer Fliegerschule und Erprobungsstätte in Lipezk durch den Chef der Roten Luftflotte Pjotr Ionowitsch Baranow (1892–1933) und Thomsen als „Privatperson“ vertraglich geregelt. Ähnlich wie Deutschland hatte die Sowjetunion in der Zwischenkriegszeit eine Außenseiterrolle in der internationalen Staatengemeinschaft.

## Kurt Students Reisebericht
Der in der Inspektion für Waffen und Gerät für Flugzeugentwicklung zuständige Referent Hauptmann a. D. Kurt Student wurde beauftragt, sich vor Ort über die Möglichkeiten und Notwendigkeiten in Lipezk zu informieren und sachkundig zu machen. In einem fünfseitigen maschinengeschriebenen „Reisebericht“ vom September 1926 legte er seine Ansichten über die „Vorbereitungen zur Durchführung von Sonderversuchen“ sowie die „vorhandenen Versuchsmöglichkeiten“ in Russland schriftlich dar. Eine zuerst vorherrschende Skepsis Students bezüglich fliegerischer Versuche auf russischem Gebiet änderte sich, als er die positiven Möglichkeiten erkannte. Diese knüpfte er jedoch an die Voraussetzungen, dass sich im Radius von höchstens 50 km von Lipezk ein mindestens 4 × 4 km großes Bombenabwurfgebiet finden lasse und dass die Verkehrsverbindungen zwischen Deutschland und Lipezk deutlich verbessert würden, um einen schnellen Austausch der Versuchsergebnisse zu gewährleisten. Auch müsse der Stützpunkt deutschen Standards und Bedürfnissen entsprechend baulich verändert werden.

## Vertragliche Grundlagen
Im Anschluss an die Unterzeichnung des „Lipezk-Vertrages“ am 15. April 1925 durch Hermann Thomsen und Pjotr Baranow schloss Thomsen einen weiteren Nutzungsvertrag mit dem als Leiter der Schule vorgesehenen Walter Stahr. Stahr schloss wiederum mit den vorgesehenen Beschäftigten Einzelverträge ab, die das Dienst- und Arbeitsverhältnis sowie die Besoldung regelten. Im Sinne der Geheimhaltung und Tarnung wurde diese Praxis der privatrechtlichen Verträge beibehalten. Dennoch wurden die Unterhalts- und Personalkosten für die Schule Lipezk durch den Etat des Reichswehrministeriums beglichen; auf dem Höhepunkt im Jahre 1929 betrugen die jährlichen Kosten immerhin fast vier Millionen Reichsmark. Um den zivilen Schein der Schule aufrechtzuerhalten, wurden keine Uniformen getragen, und die Flugzeuge hatten keine deutschen Hoheitszeichen.

## Flug- und Ausbildungsbetrieb

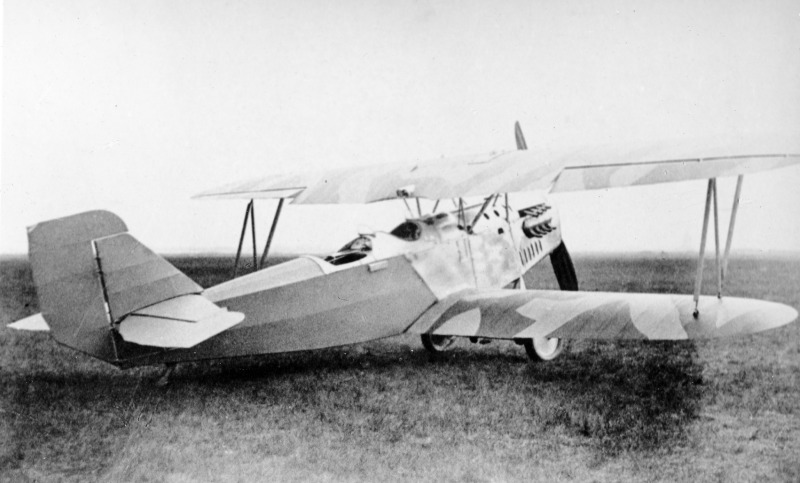
Schulflugzeug HD 17 in Lipezk

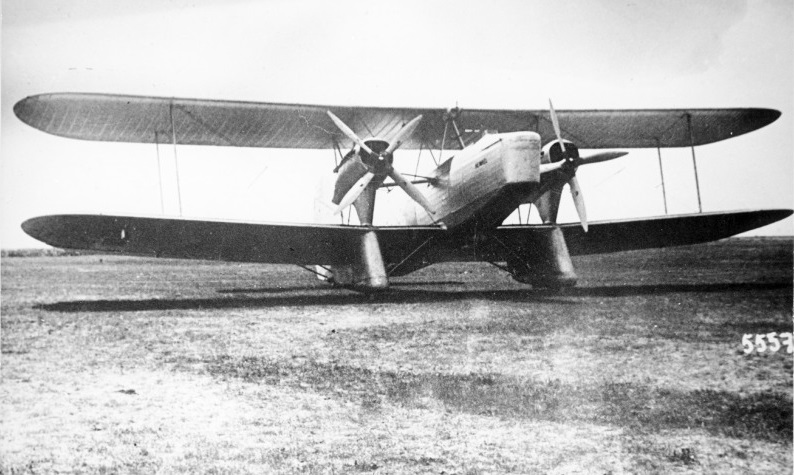
Das Schwimmerflugzeug HD 59 wurde in Lipezk mit Radfahrwerk getestet

Der bauliche Zustand des Stützpunktes war für den Flug- und Ausbildungsbetrieb in der Anfangszeit nur bedingt tauglich. Die bestehenden Gebäude wurden modernisiert und neue errichtet. Bis 1929 entstanden fünf Flugzeughallen, mehrere Wohnhäuser und Baracken, ein Kasino und dazu weitere Werkstatt- und Funktionsgebäude. Schließlich war das Versuchsgelände nach damaligen Verständnis modern ausgebaut und umfasste neben Lagerhallen für Waffen, Munition und Flugbenzin auch eine Waffenmeisterei sowie Prüfstände, Unterrichtsräume, Gemeinschaftsräume und eine Sanitätsabteilung mit eigenem Operationssaal. Dennoch musste zur Unterbringung des Personals zusätzlich Wohnraum in der Stadt Lipezk angemietet werden.
Der eigentliche Flugbetrieb begann im Juni 1925, der Ausbildungsbetrieb wurde Anfang 1926 aufgenommen. Das Stammpersonal umfasste 60–70 Mann, die während der Ausbildungsmonate im Sommer jährlich 10 angehende Jagdflieger und 30 Beobachter schulten; dazu kamen noch etwa 50–100 Mann an Erprobungspersonal. Der Höchststand wurde im Sommer 1931 mit 300 Mann erreicht. Bis zur Schließung der Ausbildungsstätte im September 1933 wurden etwa 120 Flieger, etwa 100 Luftbeobachter sowie zahlreiches Bodenpersonal ausgebildet. Darüber hinaus wurden sowjetische Flieger und Techniker durch deutsche Lehrkräfte geschult. Neben der Erprobung von neuem Gerät wurden insbesondere der Formationsflug und verschiedene Bombenabwurfverfahren getestet. Die eingesetzte Flotte bestand hauptsächlich aus den Modellen Fokker D.XIII, Heinkel HD 17 und den Albatros-Typen L 76, L 77 und L 78.
Der Flug- und Ausbildungsbetrieb erfolgte hauptsächlich in den Sommermonaten, obwohl auch in den Wintermonaten geflogen wurde. Der Personalumfang einschließlich Flugschüler umfasste in der Hauptsaison etwa 140 Mann und wurde in den Wintermonaten auf etwa 40 Mann reduziert.
Die Verlustrate während des Flugbetriebes war im Vergleich zu ähnlichen Einrichtungen während des Weltkrieges relativ gering. In den Jahren 1930–1933 kamen drei Flugschüler und ein Fluglehrer bei Unfällen ums Leben.

## Sowjetische Forderungen

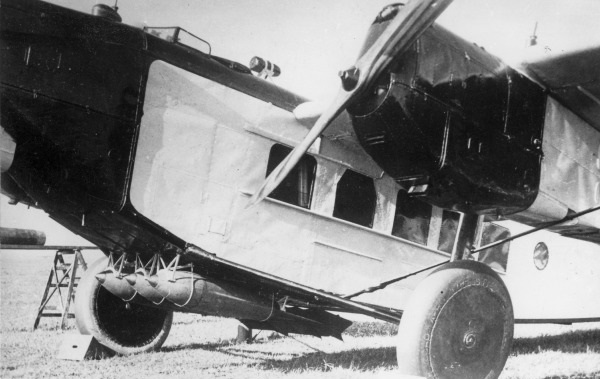
Für Bombenabwurfsversuche umgebautes Roland-Verkehrsflugzeug

Die sowjetische Führung erhoffte sich wesentlich größere Erfolge bei der Erprobung modernen Fluggerätes und fortschrittlicher Flugtechnik. Obwohl auch sowjetische Piloten und sowjetisches Bodenpersonal in Lipezk ausgebildet wurden, hatte die sowjetische Führung den Eindruck, dass die eingesetzten Flugzeugtypen zuletzt nicht mehr dem neuesten Stand der Technik entsprachen. Aus der protokollarischen Niederschrift einer Besprechung zwischen Baranow und Stahr vom 27. September 1929 tritt deutlich die sowjetische Unzufriedenheit mit den Ergebnissen der bisherigen Zusammenarbeit zu Tage. Die auszugsweise zitierten Forderungen Baranows verdeutlichen die russische Position:

„Im einzelnen äußerte Herr Baranow folgendes:
1. Die Schule hat der ru. Seite bisher im Allgemeinen nur Ausgaben und gewisse Unbequemlichkeiten verursacht. Man erwartet nunmehr auch Vorteile für die ru. Seite von dem Bestehen der Schule.
2. … Die Schule bildet noch immer auf Fokker D XIII, H D 17, Albatros 76 aus, Typen, die hinter den modernen ru. und ausländischen zurückstehen. (…) Sinngemäß ist die Lage mit Bewaffnung, Foto und Funk.
3. Die ru. Seite hat für die Entwicklung deutscher Motoren großes Interesse, u. a. des Junkerschen Schwerölmotors. Da der russischen Seite bekannt ist, dass auch in anderen Ländern, z. B. in Amerika, Versuche mit Schwerölmotoren stattfinden, ist es der ru. Seite sehr wichtig, auf diesem Gebiete baldigst Erfahrungen zu sammeln, damit man durch andere Länder nicht überflügelt wird.“

## Auflösung des Stützpunktes
Als sich die Sowjetunion 1931 politisch nach Westen zu öffnen begann und in der Folge einen Nichtangriffspakt mit Frankreich und Polen abschloss, begann der Wert des Vertrages von Rapallo und der militärischen Zusammenarbeit zwischen den Vertragspartnern erheblich zu sinken. Dies wurde von deutscher Seite durch eine 1932 beginnende deutsch-französische Annäherung und die Tatsache verstärkt, dass auf der Genfer Abrüstungskonferenz vom Dezember 1932 die militärische Gleichberechtigung Deutschlands anerkannt wurde. Nach der Machtergreifung der Nationalsozialisten unter Adolf Hitler kam die ideologische Ablehnung gegenüber einer weiteren Zusammenarbeit mit der Sowjetunion hinzu, sodass im September 1933 die Flugschule in Lipezk aufgelöst wurde. Zuvor wurden die deutschen Flieger in Lipezk als Geiseln festgenommen. Das war die Antwort der sowjetischen Regierung auf den Reichstagsbrandprozess, der in Leipzig gegen die vermeintlichen Brandstifter geführt wurde; unter den Angeklagten waren nämlich die drei bulgarischen Kommunisten Georgi Dimitrow, Blagoi Popow und Wassil Tanew. Es folgten geheime deutsch-sowjetische Verhandlungen, als Ergebnis wurde der Prozess gegen die Bulgaren eingestellt. Sie wurden freigelassen, ausgewiesen und nach Moskau geflogen, wo ihnen als „Helden von Leipzig“ ein feierlicher Empfang organisiert wurde. Erst danach wurden die deutschen Flieger freigelassen und durften ausreisen.

## Sonstige deutsch-sowjetische militärische Zusammenarbeit
Nach dem Vertrag von Rapallo wurden drei deutsche Flugzeugwerke mit der Beteiligung der Firma Junkers in der Sowjetunion gebaut: in Fili bei Moskau, Charkow und Samara. Deutschland übergab Konstruktionsunterlagen und Forschungsergebnisse, stellte Entwicklungsingenieure und unterstützte anfangs bei der Entwicklung der Produktionstechnologie. Gemeinsame Flugzeugwerke wurden auch in Jaroslawl und Rybinsk errichtet.
Zur militärischen Zusammenarbeit gehörten auch der Austausch von Forschungsergebnissen auf dem Gebiet der Giftgasherstellung, der Produktion von Kampfgasen, vor allem Lost, die Erprobung von international geächtetem Kampfgaseinsatz sowie die Entwicklung der Abwurf- und Ausbringungstechnologie unter kriegsähnlichen Bedingungen.
In Kasan wurde die geheime deutsch-sowjetische Panzerschule Kama betrieben. In Deutschland gab es Kurse für Hörer aus dem Generalstab der Roten Armee. Auch die gemeinsame Teilnahme an Manövern war Bestandteil der Zusammenarbeit. Einzelne Offiziere dieser deutsch-sowjetischen Zusammenarbeit waren zugleich nachrichtendienstlich tätig, mehrere der Kursteilnehmer wurden später der Spionage für Deutschland beschuldigt und zur Verantwortung gezogen.
Die Schlüsselrollen bei der Organisation der deutsch-sowjetischen militärischen Zusammenarbeit hatten Hans von Seeckt und Michail Tuchatschewski.

## Absolventen
Von 1925 bis 1933 wurden 220 Mann an fliegendem Personal ausgebildet, darunter 120 Jagdflieger. Viele der Absolventen, die hier ihre Flugzeugführerausbildung oder das Beobachtertraining durchliefen, bildeten später den Grundstock der ab 1935 offiziell gemachten Luftwaffe der Wehrmacht. Mehrere von ihnen waren später am Aufbau der Luftwaffe der Bundeswehr beteiligt.
- Karl Barlen, war 1945 General der Flieger und Leiter der Schutzzone Slowakei
- Nicolaus von Below, war Luftwaffenadjutant Adolf Hitlers 1937–1945
- Hellmuth Bieneck, war 1941–1944 General der Flieger
- Alfred Boner, war 1945 Generalmajor und Höherer Nachrichtenführer der Luftflotte Reich
- Ernst Bormann, war 1943 Kommandeur der Luftflotte 4 und anschließend Fliegerführer Krim, 1944 Generalmajor
- Ulrich Buchholz, war Kommandeur mehrerer Schuleinheiten der Luftwaffe und ab 1944 Generalleutnant
- Paul Deichmann, war 1945 General der Flieger und Oberbefehlshaber des Luftwaffenkommandos 4
- Otto Deßloch, war 1944 als Generaloberst Oberbefehlshaber der Luftflotte 6
- Oskar Dinort, Kommandeur des Stukageschwaders 2 und ab 1945 Generalmajor
- Wolfgang Falck, war 1944 Oberst und Jagdfliegerführer Balkan, davor Gründer und Organisator der deutschen Nachtjagd im Zweiten Weltkrieg
- Sigismund von Falkenstein, war Stabsoffizier und in der Bundeswehr als Brigadegeneral Leiter der Abteilung Luftwaffenakademie an der Führungsakademie der Bundeswehr
- Hans-Detlef Herhudt von Rohden, war 1945 Generalmajor und Chef der 8. Abteilung (Kriegswissenschaftliche Abteilung) des Generalstabs der Luftwaffe
- Hubertus Hitschhold, war Generalmajor und Fliegerführer Sardinien der Luftflotte 2
- Alexander Holle, war 1945 als Generalleutnant Kommandierender General der Luftwaffe in Dänemark
- Hans Jeschonnek, war Generalstabschef der Luftwaffe
- Josef Kammhuber, war 1962 General und Inspekteur der Luftwaffe
- Gustav Kastner-Kirdorf, war General der Flieger und Leiter der Flugbereitschaft im Reichsluftfahrtministerium
- Kurt Kleinrath, war Generalstabsoffizier im Oberkommando der Luftwaffe
- Hans Korte, war 1945 Generalmajor und Kommandierender General des Luftwaffen-Auffangstabes West
- Günther Korten, war 1943 Generaloberst und Generalstabschef der Luftwaffe
- Werner Kreipe, war 1945 Generalmajor und Kommandant der Luftkriegsakademie in Berlin-Gatow
- Ernst Kusserow, war 1963 Brigadegeneral und Amtschef des Luftwaffenamtes
- Rudolf Löytved-Hardegg, war 1964 Brigadegeneral bei der 4th Allied Tactical Air Force (4 ATAF) der NATO
- Günther Lützow, war 1944 Oberst und Kommandeur der 1. Jagddivision
- Wolfgang Martini, war 1944 als General der Nachrichtentruppe Generalnachrichtenführer der Luftwaffe
- Rudolf Meister, war General der Flieger und Kommandierender General der Luftwaffe in Dänemark
- Gottlob Müller, war 1945 als Generalmajor Luftwaffen-Verbindungsoffizier beim Wehrkreis III
- Andreas Nielsen, war 1945 Generalleutnant und Chef des Stabes der Luftflotte Reich
- Herbert Pfeiffer, war 1944 Generalmajor im Stab des Luftgau-Kommandos III
- Hermann Plocher, war Chef des Generalstabes der Luftflotte 3 und Generalmajor der Luftwaffe der Bundesrepublik Deutschland
- Erich Quade, war General der Flieger und Rundfunksprecher der Abteilung für Wehrmachtpropaganda im Oberkommando der Luftwaffe
- Günther Radusch, war 1944 Oberst und Geschwaderkommodore des Nachtjagdgeschwaders 3
- Hans-Detlef Herhudt von Rohden, war Generalmajor und Stabschefs mehrerer Fliegerkorps und Luftflotten
- Richard Schimpf, war 1962 Generalmajor und Befehlshaber des Wehrbereichs III
- Hans Seidemann, war General der Flieger, Fliegerführer Afrika und Kommandeur des Fliegerkorps Tunis
- Heinrich Seywald, war 1945 Generalmajor und Kommandeur der Wehrmacht-Ordnungstruppen im Reichsprotektorat Böhmen und Mähren
- Wilhelm Speidel, war 1943 als General der Flieger Militärbefehlshaber Griechenland
- Hugo Sperrle, war Generalfeldmarschall der Luftwaffe und Oberbefehlshaber der Luftflotte 3
- Johannes Trautloft, war 1970 Generalleutnant und Kommandierender General des Luftwaffengruppenkommandos Süd
- Heinz Trettner, war von 1964 bis 1966, als General, Generalinspekteur der Bundeswehr
- Karl Veith, war 1944 Generalleutnant und Kommandeur der Flakschul-Division
- Karl-Eduard Wilke, war 1945 Generalmajor und Chef die Organisation-Abteilung der Luftflotte Reich

## Ausbilder
- Hermann Frommherz, zuletzt Generalmajor
- Emil Thuy, während der Ausbildung in Lipezk 1930 tödlich abgestürzt

## Leiter der Fliegerschule
| Leiter der Fliegerschule | Leiter der Fliegerschule |
| ------------------------ | ------------------------ |
| 1925–1929                | Major a. D. Walter Stahr |
| 1929–1932                | Major a. D. Max Mohr     |

## Eingesetzte Flugzeuge
| Typ                       | Anzahl | Einsatzzeit     | Bekannte Kennungen (Werknummern)                                                                     |
| ------------------------- | ------ | --------------- | --- |
| Albatros L 68             | 1      | 1926            | |
| Albatros L 69             | 2      | 1925–1927       | D–679 (10042), D–684                                                                                 |
| Albatros L 74             | 2      | 1928–1930       | D–1100 (10095), D–1110 (10096)                                                                       |
| Albatros L 75d            | 1      | 1929            | D–1646 (10147)                                                                                       |
| Albatros L 76a            | 6      | 1927–1933       | 1 bis 6, D–1127/L7 (10101–10103, 10122–10125), Wnr. 10101 (D–1127) Absturz am 11. Juni 1930          |
| Albatros L 77v            | 6      | 1929–1931       | D–1546 bis D1549, D–1573, D–1574 (10136 bis 10139, 303, 304)                                         |
| Albatros L 78             | 8      | 1929–1932       | D–1524/L15 (10121), D–1791/L17 (10157), D–2093, D–2094, D–2098, D–2099, D–2467, D–2487 (10151–10156) |
| Albatros L 81             | 1      | 1932            | D–2198 (10164)                                                                                       |
| Albatros L 84             | 1      | 1931            | D–1899/L18 (10187)                                                                                   |
| Arado SD I                | 1 (2)  | 1927            | (49)                                                                                                 |
| Arado SD II               | 1      | 1930            | (52)                                                                                                 |
| Arado SD III              | 1      | 1930            | D–1973 (54)                                                                                          |
| Arado Ar 64a Arado Ar 64d | 1      | 1931            | D–2470/L103 (65) D–2238/L104 (104)                                                                   |
| Arado Ar 65a Arado Ar 65b | 1      | 1931–1933       | D–2218 (71) D–IGIL (77)                                                                              |
| Dornier B Merkur          | 1      | 1929–1931       | D–970/L97 (96)                                                                                       |
| Dornier Do F              | 1      | 1932            | D–2270 (230)                                                                                         |
| Dornier Do P Sil          | 1      | 1931–1933       | CH–302/D–1982 (180)                                                                                  |
| Focke-Wulf Fw 40          | k. A.  | 1932            | |
| Focke-Wulf S 39B          | 1      | 1932            | D–1708/24 (98)                                                                                       |
| Focke-Wulf W 7            | 1      | 1932            | D–2216 (112)                                                                                         |
| Fokker D.VII              | 2      | 1926–1933       | |
| Fokker D.XIII             | 50     | 1925–1933       | 1 bis 50, D–2252 (4599 bis 4628, 4687 bis 4706)                                                      |
| Heinkel HD 21             | 1      | 1926–1930       | |
| Heinkel HD 17             | 7      | 1926–1933       | I, II, III, IV, V, G (239–244)                                                                       |
| Heinkel HD 21             | 1      | 1926–1930       | |
| Heinkel HD 37             | k. A.  | 1928            | |
| Heinkel HD 38             | 2      | k. A.           | D–2272 (369)                                                                                         |
| Heinkel HD 40II           | 1      | 1928–1931       | D–1180 (274)                                                                                         |
| Heinkel HD 41a            | 2      | 1930            | D–1694/D–IDYM (321), D–2064/L64 (364)                                                                |
| Heinkel HD 45             | 2      | 1931–1933       | D–2064/L64 (364, ehemalige HD 41), D–2238 (391)                                                      |
| Heinkel He 46a            | 2      | 1931            | D–1702 (376)                                                                                         |
| Heinkel He 59b            | 1      | 1931–1932       | D–2215/D–ABIF/I22 (379)                                                                              |
| Junkers A 20              | 2      | 1925–1931       | D–750 (0878)                                                                                         |
| Junkers A 21              | 1      | 1925            | |
| Junkers A 35              | 1      | 1928–1929       | D–987/L9 (1059)                                                                                      |
| Junkers A 48 (K 47)       | 3      | 1930–1933       | (3361, Absturz am 20. August 1930), D–1057/J/D–INUT (3362), D–2532/D–IPOS (3363)                     |
| Junkers F 13              | 1      | 1929–1933       | D–252/RR–ECD (572)                                                                                   |
| Junkers G 24              | 2      | 1928–1929       | S–AAAM/H–NADA/D–878/L78 (0874)                                                                       |
| Junkers K 47              | 4      | 1930            | (3361), D–1057 (3662), D–2012 (3365), D–2532/D–IPOS (3363)                                           |
| Junkers W 33b             | 2      | 1929–1933       | D–1459 (2522), D–OCIP (2523)                                                                         |
| Junkers W 34fi (K 43)     | 2      | 1930–1933       | D–1844 (2589), D–1845/K (2590)                                                                       |
| Messerschmitt M23c        | 1 (2)  | 1931–1933       | D–1884 (519)                                                                                         |
| Rohrbach Ro VIII Roland   | 2      | 1928, 1929–1932 | D–991/M–CAAC/L91 (18), D–999 (19)                                                                    |

## Film
- 2017: Babylon Berlin, Staffel 2 – Folge 3, 4, 5 und 6.

## Belege und Anmerkungen
1. ↑  Den Namen von der Lieth-Thomsen nahm er erst wesentlich später an.
2. 1 2  Joachim Dressel, Manfred Griehl: Die geheimen Anfänge der Luftwaffe 1920–1935 (= Waffen-Arsenal Special Band 5). Podzun-Pallas, Dorheim 1993, ISBN 3-7909-0461-9, S. 7.
3. ↑  Jean Roeder: Bombenflugzeuge und Aufklärer. Von der Rumpler-Taube zur Dornier Do 23 (= Die deutsche Luftfahrt Band 16). Bernard & Graefe, Koblenz 1990, ISBN 3-7637-5295-1, S. 152.
4. ↑  Marton Szigeti: Junkers J 48/K47/A 48. Jagdzweisitzer. In: Klassiker der Luftfahrt. Nr. 8, 2018, S. 24 (Produktionsliste J 48).
5. ↑  Stammer, S. 49.

Koordinaten: 52° 38′ 30″ N, 39° 27′ 0″ O